# 河添克彦
河添 克彦（かわそえ かつひこ、1936年（昭和11年）9月29日 - ）は、日本の実業家で、三菱自動車工業の元社長。横浜国立大学経済学部卒業。
1997年（平成9年）、三菱自動車工業社長に就任。2000年（平成12年）に発覚した三菱リコール隠し事件の責任を取り、同年9月に社長を辞任した。
2002年（平成12年）に山口県の山陽自動車道熊毛インターチェンジでクラッチ系統の欠陥によって運転手の男性が死亡した事故について、2004年（平成16年）7月1日、元役員3人とともに業務上過失致死罪で逮捕・起訴された。2008年1月16日、横浜地方裁判所は、禁固3年執行猶予5年（求刑禁固3年）の判決を言い渡した。この有罪判決に対し河添は即日東京高等裁判所に控訴したものの、同年4月17日控訴を取り下げ、確定判決となった。2013年、執行猶予満了。